# 송양호 (1887년)
송양호(宋良浩, 일본식 이름: 富山良浩, 1887년 3월 14일 ~ ?)는 일제강점기의 관료이다.

## 생애
출신지는 전라북도 김제군이다. 한일 병합 조약이 체결된 1910년에 충청남도 결성군에서 군서기로 근무를 시작하면서 조선총독부 관리가 되었다.
이후 충남 태안군과 서산군, 홍성군 등에서 근무하다가 1925년부터 총독부 군수로 승진하여 충청남도 당진군 군수와 경기도 강화군 군수를 지냈다. 강화군수이던 1929년을 기준으로 종7위에 서위되어 있었다.
가족을 이끌고 임지로 이사를 다니다가 1929년에 강화군수를 마지막으로 관직에서 물러나 경성부로 이사했다. 1936년에 현재의 서울 종로구 화동인 화동정에 거주하면서 화동정 정회총대와 경성가구제조업 조합장을 맡고 있었고, 정6위에 서위되어 있었다.
태평양 전쟁 종전 직전인 1942년에도 금속공예 도매업에 종사하며 조선금속공예 이사를 맡는 등 기업인으로 활동 중이었다.

## 사후
3남 5녀의 자녀 가운데 셋째 아들인 송욱이 시인 겸 문학평론가가 되었다.
2008년 민족문제연구소가 발표한 친일인명사전 수록예정자 명단 중 관료 부문에 포함되었다.

## 같이 보기
- 송욱

## 참고자료
- 송양호(宋良浩) - 국사편찬위원회